# 金铭
金铭（1980年11月19日—），中國大陸童星、女演員，8岁时即在电视剧《婉君》中饰演小婉君，1992年在电视剧《青青河边草》中饰演小草，因而紅遍兩岸三地。之後進入北京大学国际关系学院，演艺作品漸少，为中国煤矿文工团话剧团演员。曾在東南衛視選秀節目《超級明星》中擔任評審。
2009年於北京大學畢業後加入了台灣的經紀公司，復出演藝圈。

## 演出作品

### 電視劇
| 年份   | 劇名                | 角色         | 備註                                                                                     |
| ------ | ------------------- | ------------ | ---------------------------------------------------------------------------------------- |
| 1989年 | 婉君                | 夏婉君(幼年) | 當時年僅8歲。此部亦是中國大陆与台湾有史以来合作拍摄的第一部电视剧。                      |
| 1990年 | 雪珂                | 小雨點       | 並演唱此剧片尾曲“小雨点”，同年发行第一张个人专辑《小婉君》 瓊瑤词/左宏元曲。             |
| 1991年 | 望夫崖              | 康梦凡(幼年) |                                                                                          |
| 1992年 | 青青河邊草 (電視劇) | 小草         |                                                                                          |
| 1993年 | 梅花烙              | 白吟霜(幼年) |                                                                                          |
| 1993年 | 我愛美人魚          | 王月(幼年)   | 这是一部台湾、香港、日本、中國大陸合作拍摄的電視劇。金铭为此剧演唱片头主题曲《小黄花》。 |
| 1994年 | 倚天屠龍記          | 周芷若(幼年) |                                                                                          |
| 1999年 | 紅塵                | 皇帝的童年   |                                                                                          |
| 2001年 | 拍案驚奇            | 喜鵲         | 中國大陸地區名稱為《無敵縣令》                                                           |
| 2010年 | 包青天之七俠五義    | 丁月華       |                                                                                          |
| 2013年 | 愛情悠悠藥草香      | 桂琴         |                                                                                          |
| 2013年 | 天龍八部            | 天山童姥     |                                                                                          |
| 2019年 | 红色巨塔            |              |                                                                                          |

### 電影
| 年份   | 片名       | 角色 | 備註                                           |
| ------ | ---------- | ---- | ---------------------------------------------- |
| 1993年 | 熊猫小太阳 | 文全 | 此片获美国芝加哥国际儿童电影节《最受欢迎奖》。 |
| 1996年 | 天涯歌女   | 小明 | 在劇中飾演盲女                                 |

## 主持作品
- 主持中央电视台青少年的蒲公英剧场，和孙道临主持赈灾义演晚会。
- 在人民大会堂主持全国少工委的发奖大会。与美国的J．米勒（演成长的烦恼）主持上海国际少儿艺术节。
- 在台湾、新加坡主持综艺节目。参加中央电视台春晚和各大型晚会，主持《同一首歌-走进台湾》。
- 2002年10月25日，与朱军主持《大众电视》双十佳颁奖晚会。
- 2002年8月，赴台湾宣传《无敌县令》。
- 2003年2月，在台湾主持《两岸元宵晚会》。
- 2003年7月，赴澳洲访问。
- 2004年1月，主持《艺苑风景线》《综艺大观》。
- 2004年2月，参加文化部访问团访问挪威。
- 2004年5月1日，北京电视台《五一晚会》，中央电视台〈五四晚会〉
- 2004年5月，担任上海安贞秀、北极秀保暖内衣形象代言人。
- 2004年6月，随团参加慰问演出
- 2004年6月26日，录制中央电视台“真情无限”。
- 2004年7月16日，云南弥勒葡萄节
- 2004年7月24-8月21日，美国20个城市访问演出。

## 音樂作品

### 音樂专辑
| 年份   | 唱片公司 | 專輯名稱                       | 曲目 |
| 1990年 | 上格唱片 | 小婉君特辑                     | A: 1. 婉君 2. 甜蜜姑娘 3. 梦里的爹娘 4. 泼水歌 5. 世上只有妈妈好 6. 小雨点 B: 1. 虎姑婆 2. 快乐天堂 3. 采莲谣 4. 六个梦 5. 母亲,你在何方 6. 雪珂雪珂 |
| 1991年 | 華星唱片 | 小雨点专辑                     | 1. 梦里的爹娘 2. 小雨点 3. 雪珂，雪珂 4. 兰花草 5. 蜗牛与黄鹂鸟 6. 小小羊儿要回家 7. 珍重再见 8. 母亲你在何方 9. 在那遥远的地方 10. 游子吟 11. 虹彩妹妹 12. 六个梦 |
| 1991年 | 華星唱片 | 小雨點2                        | 1. 虎姑婆 2. 快樂天堂 3. 捉泥鰍 4. 潑水歌 5. 茉莉花 6. 小蜜蜂 7. 王老先生有塊地 8. 如果 9. 紫竹調 10. 採蓮謠 11. 小放牛 12. 雪珂雪珂 |
| 1992年 | 華星唱片 | 金銘3                          | 1. 祈禱 2. 娃娃的故事 3. 小茉莉 4. 旋轉木馬 5. 小草 6. 千年神話 7. 三字經 |
| 1992年 | 華星唱片 | 《金铭陪你唱歌聊天过新年》專輯 | 1. 拜年 2. 恭喜恭喜 3. 嘻嘻哈哈過新年 4. 向歌友拜年 5. 小拜年 6. 財神到 7. 福星高照 8. 賀新年 9. 萬年紅 10. 春之晨 11. 恭喜發財 12. 新年好 |
| 1992年 | 華星唱片 | 《青青河邊草》專輯             | 1. 我是一颗小小草 2. 小小草 3. 风中的小草 4. 为何梦见他 5. 让我们看云去 6. 排排坐 7. 乡间小路 8. 外婆的澎湖湾 9. 小木船 10. 萍聚 11. 花非花 12. 欢乐年华 |
| 1993年 | 上华唱片 | 金铭来台义演纪念专辑1          | 1. 小雨點 2. 雪珂.雪珂 3. 風中的小草 4. 趕海的小姑娘 5. 母親你在何方 6. 虎姑婆 7. 珍重再見 8. 娃娃的故事 9. 春天在哪裡 10. 為何夢見他 11. 茉莉花 12. 排排坐 |
| 1993年 | 上华唱片 | 金铭来台义演纪念专辑2          | 1. 六個夢 2. 小小草 3. 我是一顆小小草 4. 夢裡的爹娘 5. 萍聚 6. 蝸牛與黃驪鳥 7. 遊子吟 8. 小茉莉 9. 如果 10. 捉泥鰍 11. 祈禱 12. 快樂天堂 |
| 1994年 | 上华唱片 | 琼瑶8点档大全集                | 1. 青青河边草 高胜美 (中视《青青河边草》片头主题曲) 2. 六个梦 李翊君\高胜美\孟庭苇\大小百合等 (华视《六个梦》总主题曲) 3. 望夫崖 高胜美 (华视《望夫崖》片尾曲) 4. 小雨点 金铭 (中视《雪珂》片尾曲) 5. 雪珂 李翊君 (中视《雪珂》主题曲) 6. 我是一棵小小草 金铭 (中视《青青和边草》片尾曲) 7. 彩云伴海鸥 高胜美 (华视《彩云伴海鸥》主题曲) 8. 婉君 李翊君 (华视《婉君》片头主题曲) 9. 无言的呐喊 大小百合 (华视《哑妻》片头主题曲) 10. 总是 李翊君 (华视《三朵花》片尾主题曲) 11. 追寻 大小百合 (华视《婉君》片尾主题曲) 12. 情定望夫崖 高胜美 (华视《望夫崖》片尾曲) 13. 无语问苍天 高胜美 (华视《哑妻》片尾曲) 14. 天若有情 高胜美 (华视《三朵花》片头主题曲) |

### 單曲
- 2003年《原野牧歌》
- 2003年《雨》

## 綜藝
- 2013年，參加2013年6月22日浙江衛視《轉身遇到TA》節目錄影，2013年6月29日，2013年7月6日晚間播出[1][2].

## 外部連結
- 金铭的新浪博客
- 金铭的新浪微博
- 金铭在香港影庫上的簡介
- 金铭在豆瓣上的资料（简体中文）
- 金铭在时光网上的簡介（简体中文）